# Amphiaster insignis
Amphiaster insignis is een zeester uit de familie Asterodiscididae.
De wetenschappelijke naam van de soort werd in 1868 gepubliceerd door Addison Emery Verrill.